# Тојчентал
Тојчентал (њем. Teutschenthal) општина је у њемачкој савезној држави Саксонија-Анхалт. Једно је од 29 општинских средишта округа Зале. Према процјени из 2010. у општини је живјело 13.310 становника. Посједује регионалну шифру (AGS) 15088365, NUTS (DEE0B) и LOCODE (DE TEL) код.

## Географски и демографски подаци
Тојчентал се налази у савезној држави Саксонија-Анхалт у округу Зале. Општина се налази на надморској висини од 121 метра. Површина општине износи 84,2 km². У самом мјесту је, према процјени из 2010. године, живјело 13.310 становника. Просјечна густина становништва износи 158 становника/km².